# Делаборд, Эли Мириам
Эли Мириам Делаборд (фр. Elie Miriam Delaborde; 1839—1913) — французский пианист, профессор Парижской консерватории. Внебрачный сын и ученик Шарля Валантена Алькана, совместно с Изидором Филиппом подготовил первое издание его собрания сочинений (1900).
Был учеником Игнаца Мошелеса и Адольфа фон Гензельта. Гастролировал в разных странах, в том числе в Санкт-Петербурге, где, согласно ЭСБЕ, выступал с большим успехом . Написал несколько песен, каденции к концертам Баха и Бетховена, много произведений для фортепиано соло и оперу «Maître Martin». Делаборду посвящён Третий фортепианный концерт Камиля Сен-Санса (1869), а имитация птичьих голосов в одном из пассажей концерта намекает на увлечение Делаборда, коллекционировавшего птиц (по преданию, ему принадлежал 121 попугай).
Среди учеников Делаборда — Ольга Самарофф.
Похоронен на кладбище Пер-Лашез.